# Giulietta e Romeo (Zingarelli)
Giulietta e Romeo è un dramma per musica del compositore Nicola Antonio Zingarelli su libretto di Giuseppe Maria Foppa, tratto dalla novella cinquecentesca dallo stesso titolo scritta da Luigi da Porto. L'opera fu data in prima esecuzione nell'ambito della stagione di Carnevale del Teatro alla Scala di Milano il 30 gennaio 1796.
Giulietta e Romeo fu composta da Zingarelli in pochissimo tempo (si racconta di solo otto giorni) ed è considerata il suo capolavoro. L'opera rimase in repertorio in Italia per alcuni decenni anche nel secolo successive ed il ruolo di Romeo fu una delle parti favorite sia di Giuditta Pasta, sia più tardi di Maria Malibran.

## Ruoli
| Ruolo             | Registro vocale del primo interprete | Cast della prima, 30 gennaio 1796 (Direttore: - Luigi De Baillou) |
| ----------------- | ------------------------------------ | ----------------------------------------------------------------- |
| Everardo Capellio | tenore                               | Adamo Bianchi                                                     |
| Giulietta         | mezzosoprano/contralto               | Giuseppina Grassini                                               |
| Romeo Montecchio  | soprano castrato                     | Girolamo Crescentini                                              |
| Teobaldo          | tenore                               | Gaetano De Paoli                                                  |
| Gilberto          | soprano castrato                     | Angelo Monanni 'Manzoletti'                                       |
| Matilde           | soprano                              | Carolina Dinand                                                   |
| Coro              |                                      |                                                                   |

## Struttura musicale
- Sinfonia

### Atto I
- N. 1 - Introduzione Vieni o gentil donzella (Coro, Giulietta, Romeo, Matilde, Gilberto)
- N. 2 - Duetto fra Giulietta ed Everardo Smarrita... sconsigliata...
- N. 3 - Aria di Gilberto Veduto avrai talora
- N. 4 - Aria di Romeo Alma dell'alma mia
- N. 5 - Aria di Matilde Parto: ma nel partire
- N. 6 - Aria di Giulietta Adora i cenni tuoi
- N. 7 - Aria di Everardo Là dai regni dell'ombre, e di morte
- N. 8 - Aria di Teobaldo Le stigie furie (Teobaldo, Coro)
- N. 9 - Aria di Romeo Prendi, l'acciar ti rendo
- N. 10 - Finale I Oh dio! Qual tristo evento! (Coro, Teobaldo, Gilberto, Romeo, Giulietta, Everardo, Matilde)

### Atto II
- N. 11 - Aria di Gilberto Sparga le gioie alfine
- N. 12 - Duetto fra Romeo ed Everardo Giusto ciel! del mio tormento
- N. 13 - Aria di Matilde Ah donate, o sommi dèi
- N. 14 - Coro Fra l'ombre tacite
- N. 15 - Aria di Romeo Ciel pietoso, ciel clemente
- N. 16 - Aria di Giulietta Qual improvviso tremito!
- N. 17 - Aria di Everardo Misero che farò? (Everardo, Coro)

### Atto III
- N. 18 - Coro Lugubri gemiti (Coro, Romeo)
- N. 19 - Aria di Romeo Idolo del mio cor
- N. 20 - Duetto fra Giulietta e Romeo Ahimè già vengo meno
- N. 21 - Finale III Giovane afflitta, e misera (Matilde, Coro, Everardo, Giulietta, Gilberto)